# 大阪市立大學
大阪市立大學（日语：／ Ōsaka shiritsu daigaku */?），是位于日本大阪府大阪市的公立大學，簡稱市大（しだい・いちだい），是舊三商大之一，也是日本第一所市立大學。
其校友涵蓋許多大阪市長、國會議員，若干諾貝爾獎得主曾任教或畢業於該校。

## 历史
其前身「大阪商业学校」创立于1880年，1928年改制为大阪商科大学。1949年以商科大為母體，合并「大阪市立工业专门学校」和「大阪市立女子专门学校」，设立大阪市立大学。1955年大阪市立医科大学併入市大，成為醫學部。全校现在拥有8个学部，10个研究生院（大學院）。
隨著大阪都構想的推進，市大也有與大阪府立大學合併的計畫，兩校於2015年2月共同提出了『「新・公立大学」大阪模型（基本構想）』。兩所大學於2022年合併為大阪公立大學。
2013年，上海交大世界大學學術排名（ARWU）：第401-500名；日本第18名（市立大學之首）
Nigel Ward 日本大學排名：第20名（研究經費·論文引用率·入學難易度·聲望）

## 知名教授
1950年在市大理工學部，南部陽一郎、西島和彥、中野董夫、早川幸男、山口嘉夫等人形成了一個理論物理學學派，南部教授回憶：「在大阪市大的三年間沒有一個年邁的教授，教學的負擔也很少，充滿著自由」。包括南部-约纳-拉西尼奥模型（Nambu-Jona-Lasinio model）、K介子發生等著名理論，皆與市大有關。
- 南部陽一郎 - 物理學家，2008年諾貝爾物理學獎得主
- 西島和彥 - 物理學家，已故的諾貝爾物理學獎候選人
- 中野董夫 - 物理學家，已故的諾貝爾物理學獎候選人
- 薗頭健吉 - 化學家，薗头偶合反应發現者

## 知名校友
- 山中伸彌 - 2012年諾貝爾生理學或醫學獎得主
- 西島和彥 - 物理學家，已故的諾貝爾物理學獎候選人
- 開高健 - 作家
- 嚴俊 - 受明仁天皇頒授紅綬褒章（日语：紅綬褒章）的中國留學生

## 姊妹校
- 中華民國臺北市：臺北醫學大學
- 中華民國桃園市：國立中央大學
- 中華民國臺南市：國立臺南大學

## 關連項目
- 舊三商大
- 大阪市立大學醫學部附屬醫院（日语：大阪市立大学医学部附属病院）
- 大阪府立大學
- 大阪公立大學

## 外部連結
- 大阪市立大學（中文）